# الجبهة الوطنية لإنقاذ ليبيا
الجبهة الوطنية لإنقاذ ليبيا كانت مجموعة معارضة لحكم القذافي في ليبيا، تأسست في 7 أكتوبر 1981 بقيادة محمد يوسف المقريف، وأعلن عن تأسيسها من السودان الذي كان تحت حكم جعفر النميري وحليفه الإسلامي حسن الترابي، وكان هدفها «الإطاحة بحكم القذافي وإنشاء بديل دستوري ديمقراطي». وقيام «انتخابات ديمقراطية» وإطلاق «حرية الصحافة والفصل بين السلطات».
يشغل منصب الأمين العام الحالي لها إبراهيم صهد.
تمتعت تلك «الجبهة» بتمويل سعودي معلن، وبدعم من المملكة المغربية التي استضافت مؤتمراتها وأنفقت على زعمائها، وكذلك دعمها الشاذلي بن جديد رئيس الجزائر أو (أنور سادات الجزائر)، وتم الدعم ضمن ما سمي ب«مشروع الجزائر»، كما تلقت «الجبهة» في الثمانينيات دعمًا من النظام العراقي ردًا على مساندة النظام الليبي لإيران في الحرب، بالإضافة إلى الدعم والتأييد المؤكدين من المخابرات الأمريكية.
كما فتحت المدن الغربية سواء في بريطانيا أو ألمانيا الغربية أو أمريكا أبوابها لاستقبال وإيواء قادة تلك «الجبهة»، فكانوا يتظاهرون أمام السفارات الليبية بكل حرية، ويطبعون منشورات، ويصدرون صحف للإساءة للنظام الليبي هناك، ومن تلك الصحف، صحيفة «المسلم» الإخوانية التي صدرت دوريا في بريطانيا بداية من سبتمبر 1980م، كما سمح لهم بعقد المؤتمرات.
القائد الأشهر لتلك الجبهة هو «محمد يوسف المقريف»، وقد كان سفيرا لليبيا في الهند، وتم التفاهم معه، فأعلن انشقاقه في المملكة المغربية، وانضمامه للمعارضة في 1980، ثم ساهم في تأسيس وقيادة الجبهة 

## التحول إلى حزب سياسي
تحولت جبهة إنقاذ ليبيا يوم 14 مارس 2014 إلى حزب سياسي، بعد أربعة عقود من الكفاح المسلح ضد نظام العقيد الليبي الراحل معمر القذافي تمهيدا لخوض أول انتخابات تشهدها ليبيا في يونيو/حزيران المقبل.
وأعلنت جبهة الإنقاذ في العاصمة طرابلس عن حزب الجبهة الوطنية، وأكدت أن هدفها الأساسي هو فصل السلطات القضائية والتشريعية والتنفيذية لدعم الاستقلالية من أجل تحقيق آمال الشعب الليبي بعد الإطاحة بنظام القذافي.